# Bói cá tai lam
Bói cá tai lam (danh pháp hai phần: Alcedo meninting) là loài chim có mặt ở vùng Nam Á và Đông Nam Á. Loài này rất giống với loài bồng chanh, Alcedo atthis. Bói cá tai lam thường xuất hiện gần các dòng suối, hồ nước trong rừng thường xanh, ở độ cao dưới 1000 m.
Chiều dài thân trung bình của loài chim này là 16 cm.

## Phân loài
Có 5 phân loài đã được công nhận:
- A. m. coltarti
- A. m. phillipsi
- A. m. scintillans
- A. m. rufigastra
- A. m. meninting